# بيرثا كالوواي
بيرثا كالوواي (بالإنجليزية: Bertha Calloway) هي أمينة أمريكية، ولدت في 14 يوليو 1925، وتوفيت في 25 نوفمبر 2017 بسبب ذات الرئة.